# Dictyna ectrapela
Dictyna ectrapela là một loài nhện trong họ Dictynidae.
Loài này thuộc chi Dictyna. Dictyna ectrapela được Eugen von Keyserling miêu tả năm 1886.